# نهاية هوليوود (فلم)
نهاية هوليوود (بالإنجليزية: Hollywood Ending) فيلم كوميدي رومانسي أمريكي عام 2002 من تأليف وإخراج وودي آلن، الذي يلعب أيضًا الشخصية الرئيسية، ويروي الفيلم قصة مخرج سينمائي شهير يعاني من عمى هستيري بسبب ضغوط الإخراج الشديدة. عرض الفيلم خارج المنافسة في مهرجان كان السينمائي 2002.

## طاقم التمثيل
وودي آلن: في دور فال واكسمان
تيا ليوني: في دور إيلي
جورج هاميلتون: في دور إد
تريت ويليامز: في دور هال جايجر
ديبرا ميسينج: في دور لوري
نيل هوف: في دور وكيل إعلان
مارك رايدل: في دور آل هاك
لو يو: في دور مصور
بارني تشنغ: في دور مترجم
جودي ماركل: في دور أندريا فورد
إسحاق مزراحي: في دور إليو سيباستيان
ماريان سيلديس: في دور الكسندرا
تيفاني ثيسين: في دور شارون بيتس
بيتر جيريتي: في دور طبيب نفساني
جريج موتولا: في دور مخرج مساعد
فريد ميلاميد: في دور باباس
جيف مازولا: في دور رجل الدعم
آرون ستانفورد: في دور ممثل
إيريكا ليرسن: في دور ممثلة
جو ريجانو: في دور عارض
مارك ويبر: في دور توني واكسمان
روشيل أوليفر: في دور مشرف البرنامج النصي

## أحداث الفيلم
فال واكسمان مخرج سينمائي مرموق، تنحسر عنه الأضواء ويقوم بإخراج الإعلانات التجارية. يتم الإستغناء عنه بعد تصويره إعلان عن مزيل للعرق في شمال كندا المتجمد.  يبحث بشدة عن مشروع فيلم حقيقي، وفجأة يتلقى عرضًا لإخراج فيلم ضخم الميزانية. تساعد في الحصول على هذا العرض، زوجته السابقة، إيلي، وصديقها هال، مدير الاستوديو الذي إستولى عليها وتسبب في هجرها لفال منذ سنوات. يقبل فال إخراج الفيلم على مضض، لكن هذا الضغط يسبب له مرضًا نفسيًا جسديًا يصيبه بالعمى قبل بدء الإنتاج. يقوم آل مدير أعمال فال بتشجيعه ومساعدته للعمل وإخراج الفيلم وهو أعمى، ويخفي فال هذا السر عن الممثلين وطاقم العمل، وأيضا عن زوجته السابقة إيلي وصديقها هال مدير الاستوديو. يبحث فال عن رجل من طاقم العمل ليوجهه أثناء الإخراج، ويقع الإختيار على شاب صيني يقوم بالترجمة بين العاملين والمصور الصيني الذي لايعرف الإنجليزية. تحدث خلافات بين المصور الصيني وطاقم العمل ومدير الاستوديو مما تتسبب في ترك المصور الصيني للعمل وتعيين مصور أمريكي مكانه. يتمسك فال بوجود المترجم الصيني وسط ذهول الجميع. يعيد فال إحياء علاقته مع إيلي ويعيد التواصل مع ابنه توني المنفصل عنهما، بينما تتركه لوري صديقته الشابة. يستعيد فال ما فقده من حياته، ويستعيد بصره أيضًا، ويدرك أن الفيلم الذي أخرجه وهو كفيف كان كارثة، وبالرغم من ذلك، حقق نجاحًا كبيرًا في فرنسا، ودعته الجهات الفرنسية لإخراج فيلم هناك، وبعد استعادة إيلي، قال بسعادة: «الحمد لله، الفرنسيون موجودون».

## استقبال الفيلم
تلقى الفيلم ردود أفعال متباينة من النقاد. منح موقع الطماطم الفاسدة، الفيلم تقييم 46% بناء على آراء 134 ناقد، وكتب إجماع نقاد الموقع: «بالرغم من إحتواء فيلم نهاية هوليوود على بعض النقاط الإيجابية ولكنه مازال بعيدًا عن أن يكون واعدًا أومتطورًا»، وعلى موقع الميتاكريتك نجد أن الفيلم حصل على معدل 47%، بناءً على آراء 37 ناقد. الجماهير التي استطلعت آراؤها شبكة السينماسكور (شركة أبحاث مقرها لاس فيغاس تستعرض شرائح الجمهور السينمائي) منحت الفيلم درجة (-B) على أساس مقياس من (+A) إلى (F). يعتقد الناقد السينمائي براينت فريزر أن الفيلم يعاني من ضعف المونتاج، وكتب: «الأمر الأكثر إحباطًا هو الإحساس بأن كان من الممكن أن يكون أفضل قليلاً مما هو عليه في الواقع. في 114 دقيقة، يفتقر بشكل حاسم إلى الإيجاز الذي تتميز به أفلام وودي آلن. المخرج الذي إشتهر في يوم من الأيام بتقطيع أفلامه حتى يصل إلى العظم، يعطينا الآن لقطات متقطعة وممتدة يظهر فيها فنانون يبدون وكأنهم يرتجلون حوارهم». صنف نقاد السينما روبي كولين وتيم روبي في عام 2016، الفيلم على أنه أسوأ أفلام وودي آلن.
بلغت مبيعات التذاكر في الولايات المتحدة إلى ما يقل قليلاً عن 5 ملايين دولار، بإجمالي عالمي يبلغ 14.8 مليون دولار. تم عرض الفيلم خارج المنافسة في مهرجان كان السينمائي 2002.

## وصلات خارجية
https://www.imdb.com/title/tt0278823/ نهاية هوليوود (فلم)
https://www.rottentomatoes.com/m/hollywood_ending نهاية هوليوود (فلم)
https://www.metacritic.com/movie/hollywood-ending نهاية هوليوود (فلم)
https://www.tcm.com/tcmdb/title/411822/hollywood-ending#overview نهاية هوليوود (فلم)
https://www.popmatters.com/hollywood-ending-2496246794.html نهاية هوليوود (فلم)
http://www.woodyallenpages.com/films/hollywood-ending/ نهاية هوليوود (فلم)
https://www.indiewire.com/2014/07/here-are-woody-allens-worst-movies-23858/ نهاية هوليوود (فلم)
https://www.screendaily.com/woody-allens-hollywood-ending-to-open-cannes/408872.article نهاية هوليوود (فلم)
https://www.nytimes.com/2002/05/01/movies/film-review-there-s-deceit-and-then-there-s-deceit.html نهاية هوليوود (فلم)